# Hjalmar Bergman
Hjalmar Fredrik Elgérus Bergman (Örebro, 19 settembre 1883 – Berlino, 1º gennaio 1931) è stato uno scrittore e sceneggiatore svedese.

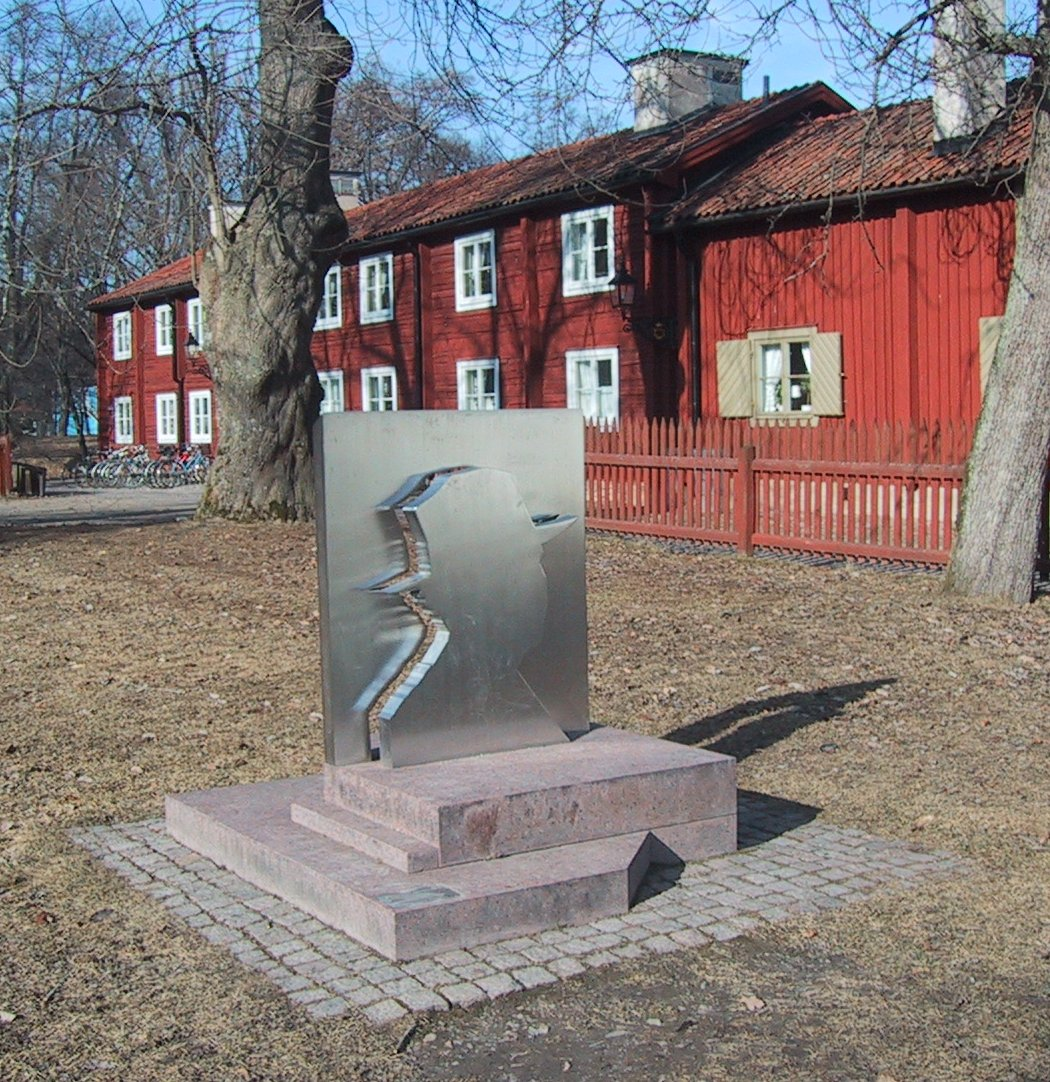
Profilo di Hjalmar Bergman ritagliato nell'acciaio, opera al museo all'aperto del quartiere Wadköping ad Örebro, Svezia

Figlio di un banchiere, Bergman ha studiato all'Università di Uppsala. Ha sposato la figlia dell'attore e produttore August Lindberg.
Tra il 1901 ed il 1907 visse a Firenze in una casa sulla cui facciata una lapide ricorda la sua permanenza.
La maggior parte delle sue opere sono ambientate in una piccola città nella Svezia centrale e si sviluppano in un universo parallelo in modi che ricordano i romanzi di Balzac.
I segreti vergognosi di dozzine di famiglie imparentate escono gradualmente dall'armadio mentre le vicende diventano sempre più simboliche.
La visione pessimistica è sempre temperata da un umore grottesco; in realtà in un romanzo come Markurells i Wadköping il grottesco riesce quasi completamente a sfumare il pessimismo.
Dopo un periodo di lavoro come sceneggiatore a Hollywood senza successo, la tendenza all'alcolismo di Bergman prese il sopravvento e lo portò ad una morte prematura.

## Opere (elenco parziale)
- Maria, Jesu moder (1905)
- Amourer (1910)
- Hans Nåds testamente (romanzo, 1910, e sceneggiatura del film His Grace's Will o The Baron's Will)
- Marionettspel (1917)
- Markurells i Wadköping (romanzo, 1919, e sceneggiatura di God's Orchid, 1924, o Father and Son)
- Farmor och vår Herre (1921, Thy Rod and Thy Staff)
- Chefen Fru Ingeborg (1924)
- Clownen Jac (1930, The Clown Jac)
- Swedenhielms (1935, film uscito anche in Italia col titolo Gli Swedenhielms)